# عشق هزینه‌ای ندارد
«عشق هزینه‌ای ندارد» (انگلیسی: Love Don't Cost a Thing) ترانه‌ای از خوانندهٔ آمریکایی جنیفر لوپز برای دومین آلبوم استودیویی‌اش جی. لو (۲۰۰۱) است. این ترانه در ۲۰ نوامبر ۲۰۰۰ به وسیلهٔ اپیک رکوردز به عنوان تک‌آهنگ آغازین این آلبوم منتشر شد. در زمان انتشار این ترانه، لوپز در حال تبدیل شدن به نماد جذابیت بود و نیز با رپر آمریکایی شان کامز در رابطه بود. از نظر اشعار، «عشق هزینه‌ای ندارد» به‌عنوان «اکتشاف عشق» توصیف شده که در آن لوپز از معشوقهٔ مادی‌گرایش ناراضی است. برخی از تحلیل رسانه‌ها در این مورد بود که آیا این ترانه در مورد شان کامز است یا نه. در نهایت، رابطهٔ این زوج اندکی پس از انتشار آن به پایان رسید. در حالی که «عشق هزینه‌ای ندارد» از سوی منتقدان «کف‌آلود» و «گیرا» توصیف شده‌است، این ترانه به‌خاطر پیامش دربارهٔ عشق و جذابیت تجاری برای زنان مورد توجه قرار گرفت.
«عشق هزینه‌ای ندارد» در سراسر جهان با موفقیت تجاری همراه بود و «لوپز کلاسیک» تلقی می‌شود. این ترانه در زمینهٔ فروش، در ایالات متحده و بازارهای خارجی از جمله استرالیا، فرانسه، آلمان و ایرلند در بین ده‌تای برتر جدول قرار گرفت و نیز در کانادا، نیوزلند و بریتانیا و سایر کشورها به صدر جدول فروش رسید. «عشق هزینه‌ای ندارد» موفقیتی رادیویی بود و نخستین ترانهٔ لوپز شد که در صدر جدول ایرپلی هات ۱۰۰ بیلبورد قرار گرفت. موزیک ویدئوی این ترانه به کارگردانی پل هانتر نامزد دریافت جایزهٔ موسیقی ویدئوی ام‌تی‌وی شد. این موزیک ویدیو پس از ازدواج لوپز با کریس جاد، یکی از رقصندگان پشتیبان که در آن ظاهر می‌شود، زبان‌زد شد.